# Teresa von Prittwitz
Teresa von Prittwitz (* 3. Januar 2001 in Nürnberg) ist eine deutsche Handballspielerin, die für den Bundesligisten Buxtehuder SV aufläuft.

## Karriere
Teresa von Prittwitz erlernte das Handballspielen bei der DJK SV Berg. Im Jahr 2013 gewann sie mit der Handballmannschaft des Ostendorfer-Gymnasiums die Oberpfalz-Meisterschaft. In der C-Jugend wechselte die damalige Bezirksauswahlspielerin zum 1. FC Nürnberg. 2015 gewann sie mit der C-Jugend des 1. FC Nürnberg die bayerische Meisterschaft. Im Sommer 2016 wechselte die Außenspielerin in die Jugendabteilung des Buxtehuder SV. Mit der A-Jugend des BSV belegte sie 2018 den zweiten Platz bei der deutschen Meisterschaft. In der Saison 2019/20 lief die Rechtshänderin für die 2. Damenmannschaft in der 3. Liga auf. Im Frühjahr 2020 ist sie in den Kader der U20-Nationalmannschaft aufgenommen worden. Seit dem Sommer 2020 gehört sie dem Buxtehuder-Bundesligakader an. Am ersten Spieltag der Saison 2020/21 erzielte sie bei ihrem Bundesligadebüt einen Treffer gegen die Neckarsulmer Sport-Union.